# Claire Palou
Claire Palou (* 26. Dezember 2001 in Valence) ist eine französische Mittelstrecken- und Hindernisläuferin.

## Sportliche Laufbahn
Erste internationale Erfahrungen sammelte Claire Palou bei Europäischen Olympischen Jugendfestival (EYOF) 2017 in Győr, bei dem sie in 6:55,77 min die Silbermedaille über 2000 m Hindernis gewann. Im Jahr darauf gewann sie dann bei den U18-Europameisterschaften ebendort in 6:39,20 min ebenfalls Silber. 2019 gewann sie bei den U20-Europameisterschaften in Borås in 10:12,31 min die Silbermedaille im 3000-Meter-Hindernislauf und im Dezember erreichte sie bei den Crosslauf-Europameisterschaften in Lissabon nach 15:12 min Rang 31 im U20-Rennen.
2021 wurde Palou französische Hallenmeisterin im 1500-Meter-Lauf.

## Persönliche Bestzeiten
- 1500 Meter: 4:26,95 min, 8. August 2020 in Tournefeuille
  - 1500 Meter (Halle): 4:12,62 min, 21. Februar 2021 in Miramas
- 3000 m Hindernis: 9:56,64 min, 29. August 2020 in Décines-Charpieu
  - 2000 m Hindernis (Halle): 6:07,40 min, 7. Februar 2021 in Dortmund (nationale Bestleistung)